# Amanita velosa
Amanita velosa — вид базидіомікотових грибів родини мухоморових (Amanitaceae).

## Поширення
Вид поширений вздовж тихоокеанського узбережжя Північної Америки. Ареал включає американські штати Каліфорнія та Орегон і мексиканський штат Південна Каліфорнія. Утворює мікоризу з різними видами дуба (Quercus), хоча також може створювати симбіотичні зв'язки з осикою та хвойними. Повідомляється про одне місцезнаходження вид у національному парку Грейт-Смокі-Маунтінс на сході США.